# Есперанза (Кахеме)
Есперанза (шп. Esperanza) насеље је у Мексику у савезној држави Сонора у општини Кахеме. Насеље се налази на надморској висини од 40 м.

## Становништво
Према подацима из 2010. године у насељу је живело 38969 становника.

### Хронологија
| Година       | 2000                  | 2005                  | 2010                  |
| ------------ | --------------------- | --------------------- | --------------------- |
| Становништво | 32415 (15830 / 16585) | 36538 (17903 / 18635) | 38969 (19205 / 19764) |

### Попис
| \| \| м \| \| \| ж \| \| 0—2 \| 1.035 \| \| \| 1.005 \| \| 3—5 \| 1.162 \| \| \| 1.086 \| \| 6—11 \| 2.561 \| \| \| 2.416 \| \| 12—14 \| 1.280 \| \| \| 1.105 \| \| 15—17 \| 1.217 \| \| \| 1.137 \| \| 18—24 \| 2.234 \| \| \| 2.363 \| \| 60+ \| 1.327 \| \| \| 1.604 \| \| Просек : \| 28,2 \| \| \| 29,6 \| |       |  |  |       |
| |       |  |  |       |
| | м     |  |  | ж     |
| 0—2 | 1.035 |  |  | 1.005 |
| 3—5 | 1.162 |  |  | 1.086 |
| 6—11 | 2.561 |  |  | 2.416 |
| 12—14 | 1.280 |  |  | 1.105 |
| 15—17 | 1.217 |  |  | 1.137 |
| 18—24 | 2.234 |  |  | 2.363 |
| 60+ | 1.327 |  |  | 1.604 |
| Просек : | 28,2  |  |  | 29,6  |

| #   | Индикатор                                                                                        | Вредност |
| --- | ------------------------------------------------------------------------------------------------ | -------- |
| 1   | Становништво од 0 до 2 године                                                                    | 2040     |
| 2   | Мушко становништво од 0 до 2 године                                                              | 1035     |
| 3   | Женско становништво од 0 до 2 године                                                             | 1005     |
| 4   | Становништво са 3 и више година                                                                  | 36827    |
| 5   | Мушко становништво са 3 и више година                                                            | 18121    |
| 6   | Женско становништво са 3 и више година                                                           | 18706    |
| 7   | Становништво са 5 и више година                                                                  | 35322    |
| 8   | Мушко становништво са 5 и више година                                                            | 17367    |
| 9   | Женско становништво са 5 и више година                                                           | 17955    |
| 10  | Становништво са 12 и више година                                                                 | 29602    |
| 11  | Мушко становништво са 12 и више година                                                           | 14398    |
| 12  | Женско становништво са 12 и више година                                                          | 15204    |
| 13  | Становништво са 15 и више година                                                                 | 27217    |
| 14  | Мушко становништво са 15 и више година                                                           | 13118    |
| 15  | Женско становништво са 15 и више година                                                          | 14099    |
| 16  | Становништво са 18 и више година                                                                 | 24863    |
| 17  | Мушко становништво са 18 и више година                                                           | 11901    |
| 18  | Женско становништво са 18 и више година                                                          | 12962    |
| 19  | Становништво од 3 до 5 година                                                                    | 2248     |
| 20  | Мушко становништво од 3 до 5 година                                                              | 1162     |
| 21  | Женско становништво од 3 до 5 година                                                             | 1086     |
| 22  | Становништво од 6 до 11 година                                                                   | 4977     |
| 23  | Мушко становништво од 6 до 11 година                                                             | 2561     |
| 24  | Женско становништво од 6 до 11 година                                                            | 2416     |
| 25  | Становништво од 8 до 14 година                                                                   | 5802     |
| 26  | Мушко становништво од 8 до 14 година                                                             | 3020     |
| 27  | Женско становништво од 8 до 14 година                                                            | 2782     |
| 28  | Становништво од 12 до 14 година                                                                  | 2385     |
| 29  | Мушко становништво од 12 до 14 година                                                            | 1280     |
| 30  | Женско становништво од 12 до 14 година                                                           | 1105     |
| 31  | Становништво од 15 до 17 година                                                                  | 2354     |
| 32  | Мушко становништво од 15 до 17 година                                                            | 1217     |
| 33  | Женско становништво од 15 до 17 година                                                           | 1137     |
| 34  | Становништво од 18 до 24 године                                                                  | 4597     |
| 35  | Мушко становништво од 18 до 24 године                                                            | 2234     |
| 36  | Женско становништво од 18 до 24 године                                                           | 2363     |
| 37  | Женско становништво од 15 до 49 година                                                           | 11041    |
| 38  | Становништво са 60 и више година                                                                 | 2931     |
| 39  | Мушко становништво са 60 и више година                                                           | 1327     |
| 40  | Женско становништво са 60 и више година                                                          | 1604     |
| 41  | Однос између мушкараца и жена                                                                    | 97.17    |
| 42  | Становништво од нуле до 14 година                                                                | 11650    |
| 43  | Становништво од 15 до 64 године                                                                  | 25210    |
| 44  | Становништво од 65 година и више                                                                 | 2007     |
| 45  | Просечан број деце                                                                               | 2.15     |
| 46  | Становништво рођено у ентитету                                                                   | 33922    |
| 47  | Мушко становништво рођено у ентитету                                                             | 16657    |
| 48  | Женско становништво рођено у ентитету                                                            | 17265    |
| 49  | Становништво рођено у другом ентитету                                                            | 4491     |
| 50  | Мушко становништво рођено у другом ентитету                                                      | 2266     |
| 51  | Женско становништво рођено у другом ентитету                                                     | 2225     |
| 52  | Становништво од 5 година и више резидентно у ентитету у јуну 2005. године                        | 33677    |
| 53  | Мушко становништво старосног доба од 5 година и више, резидентно у ентитету у јуну 2005. године  | 16486    |
| 54  | Женско становништво старосног доба од 5 и више година, резидентно у ентитету у јуну 2005. године | 17191    |
| 55  | Становништво од 5 година и више које је живело у другом ентитету у јуну 2005. године             | 964      |
| 56  | Мушко становништво старије од 5 година које је живело у другом ентитету у јуну 2005. године      | 509      |
| 57  | Женско становништво старије од 5 година које је живело у другом ентитету у јуну 2005. године     | 455      |
| 58  | Становништво од 3 године и више које говори аутохтони језик                                      | 226      |
| 59  | Мушко становништво старо 3 године и више које говори аутохтони језик                             | 136      |
| 60  | Женско становништво старо 3 године и више које говори аутохтони језик                            | 90       |
| 61  | Становништво од 3 године и више које говори аутохтони језик и не говори шпански језик            | 0        |
| 62  | Мушко становништво старо 3 године и више које говори аутохтони језик и не говори шпански         | 0        |
| 63  | Женско становништво старо 3 године и више које говори аутохтони језик и не говори шпански језик  | 0        |
| 64  | Становништво старо 3 године и више које говори аутохтони језик и шпански                         | 135      |
| 65  | Мушко становништво старо 3 године и више које говори аутохтони језик и шпански                   | 84       |
| 66  | Женско становништво старо 3 године и више које говори аутохтони језик и шпански                  | 51       |
| 67  | Становништво од 5 година и више које говори аутохтони језик                                      | 222      |
| 68  | Становништво од 5 година и више које говори аутохтони језик и не говори шпански језик            | 0        |
| 69  | Становништво од 5 година и више које говори аутохтони језик и говори шпански језик               | 135      |
| 70  | Становништво у домородачким домаћинствима                                                        | 621      |
| 71  | Становништво са ограничењима у активностима                                                      | 1417     |
| 72  | Становништво са ограниченим ходањем или кретањем, горе или доле                                  | 762      |
| 73  | Становници са ограничењима вида, чак и уз кориштење сочива                                       | 402      |
| 74  | Становништво са ограничењима говора, комуникације или конверзације                               | 120      |
| 75  | Становништво са ограниченим слухом                                                               | 116      |
| 76  | Становништво са ограничењима при одевању, купању или јелу                                        | 90       |
| 77  | Становништво са ограничењима у опажању или учењу једноставних ствари                             | 71       |
| 78  | Становништво са менталним ограничењима                                                           | 135      |
| 79  | Становништво без ограничења активности                                                           | 37321    |
| 80  | Становништво од 3 до 5 година које не похађа школу                                               | 1181     |
| 81  | Мушко становништво од 3 до 5 година које не похађа школу                                         | 594      |
| 82  | Женско становништво од 3 до 5 година које не похађа школу                                        | 587      |
| 83  | Становништво од 6 до 11 година које не похађа школу                                              | 88       |
| 84  | Мушко становништво од 6 до 11 година које не похађа школу                                        | 47       |
| 85  | Женско становништво од 6 до 11 година које не похађа школу                                       | 41       |
| 86  | Становништво од 12 до 14 година које не похађа школу                                             | 123      |
| 87  | Мушко становништво од 12 до 14 година које не похађа школу                                       | 78       |
| 88  | Женско становништво од 12 до 14 година које не похађа школу                                      | 45       |
| 89  | Становништво од 15 до 17 година похађа школу                                                     | 1850     |
| 90  | Мушко становништво од 15 до 17 година похађа школу                                               | 913      |
| 91  | Женско становништво између 15 и 17 година живота у школи                                         | 937      |
| 92  | Становништво од 18 до 24 године похађа школу                                                     | 1611     |
| 93  | Мушко становништво од 18 до 24 године похађа школу                                               | 790      |
| 94  | Женско становништво од 18 до 24 године похађа школу                                              | 821      |
| 95  | Становништво од 8 до 14 година које не може да чита и пише                                       | 77       |
| 96  | Мушко становништво старосног доба од 8 до 14 година које не може да чита и пише                  | 47       |
| 97  | Женско становништво старосног доби од 8 до 14 година које не може да чита и пише                 | 30       |
| 98  | Становништво од 15 година и више које је неписмено                                               | 569      |
| 99  | Мушко становништво од 15 година и више које је неписмено                                         | 276      |
| 100 | Женско становништво од 15 година и више које је неписмено                                        | 293      |
| 101 | Становништво старо 15 и више година без школовања                                                | 768      |
| 102 | Мушко становништво старо 15 и више година без школовања                                          | 361      |
| 103 | Женско становништво старо 15 и више година без школовања                                         | 407      |
| 104 | Становништво старосног доба 15 и више година са непотпуним основним образовањем                  | 2059     |
| 105 | Мушко становништво старосног доба од 15 година и више са непотпуном основним образовањем         | 968      |
| 106 | Женско становништво старосног доба 15 и више година са непотпуном основним образовањем           | 1091     |
| 107 | Становништво старо 15 и више година са комплетним основним образовањем                           | 2984     |
| 108 | Мушко становништво старо 15 година и више са комплетним основним образовањем                     | 1419     |
| 109 | Женско становништво старо 15 и више година са комплетним основним образовањем                    | 1565     |
| 110 | Становништво старосног доба 15 и више година са непотпуним средњим образовањем                   | 1444     |
| 111 | Мушко становништво старосног доба од 15 година и више са непотпуним средњим образовањем          | 811      |
| 112 | Женско становништво старосног доба од 15 година и више са непотпуним средњим образовањем         | 633      |
| 113 | Становништво старо 15 и више година са пуним секундарном образовањем                             | 7328     |
| 114 | Мушко становништво старосног доба од 15 година и више са пуним секундарном образовањем           | 3578     |
| 115 | Женско становништво старосног доба од 15 година и више са пуним секундарном образовањем          | 3750     |
| 116 | Становништво старије од 18 година са постосновним образовањем                                    | 11167    |
| 117 | Мушко становништво старије од 18 година са постосновним образовањем                              | 5331     |
| 118 | Женско становништво старије од 18 година са постосновним образовањем                             | 5836     |
| 119 | Просечна оцена школовања                                                                         | 9.69     |
| 120 | Просечан ниво образовања мушке популације                                                        | 9.72     |
| 121 | Просечан ниво образовања женског становништва                                                    | 9.66     |
| 122 | Економски активно становништво                                                                   | 16277    |
| 123 | Економски активна мушка популација                                                               | 10145    |
| 124 | Економски активна женска популација                                                              | 6132     |
| 125 | Становништво које није економски активно                                                         | 13217    |
| 126 | Мушко становништво које није економски активно                                                   | 4202     |
| 127 | Женско становништво које није економски активно                                                  | 9015     |
| 128 | Запослено становништво                                                                           | 15443    |
| 129 | Запослено мушко становништво                                                                     | 9534     |
| 130 | Запослено женско становништво                                                                    | 5909     |
| 131 | Незапослена популација                                                                           | 834      |
| 132 | Незапослена мушка популација                                                                     | 611      |
| 133 | Незапослена женска популација                                                                    | 223      |
| 134 | Становништво без права на здравствене услуге                                                     | 8949     |
| 135 | Становништво које има право на здравствене услуге                                                | 29885    |
| 136 | Становништво које има право на ИМСС                                                              | 22207    |
| 137 | Становништво које има право на социјално осигурање                                               | 2031     |
| 138 | Становништво које има право на државно социјално осигурање                                       | 1717     |
| 139 | Становништво које има право на опште осигурање или здравствено осигурање за нову генерацију      | 2650     |
| 140 | Становништво које је било једном или није било у браку током 12 година и више                    | 10235    |
| 141 | Венчано или уједињено становништво од 12 година и више                                           | 16415    |
| 142 | Становништво које је било у браку или уједињено 12 година и више                                 | 2818     |
| 143 | Становништво са католичком религијом                                                             | 33499    |
| 144 | Протестанти, еванђелисти и библијски следбеници различити од еванђелиста                         | 3214     |
| 145 | Становништво са другим религијама различитим од претходних                                       | 136      |
| 146 | Становништво без религије                                                                        | 1853     |
| 147 | Укупно пописаних домаћинства                                                                     | 10495    |
| 148 | Пописна домаћинства на челу са мушкарцима                                                        | 7810     |
| 149 | Пописна домаћинства на челу са женама                                                            | 2685     |
| 150 | Становништво у пописним домаћинствима                                                            | 38643    |
| 151 | Становништво у пописним домаћинствима на челу са мушкарцима                                      | 29960    |
| 152 | Становништво у пописним домаћинствима на челу са женама                                          | 8683     |
| 153 | Укупно домаћинстава                                                                              | 13626    |
| 154 | Укупно насељених домаћинстава                                                                    | 10527    |
| 155 | Укупно приватних кућа                                                                            | 13594    |
| 156 | Насељени приватни домови                                                                         | 10495    |
| 157 | Укупно насељених приватних кућа                                                                  | 10524    |
| 158 | Ненасељене приватне куће                                                                         | 2633     |
| 159 | Појединачна домаћинства за привремену употребу                                                   | 466      |
| 160 | Становници у насељеним приватним кућама                                                          | 38643    |
| 161 | Насељеност станара у приватним становима                                                         | 3.68     |
| 162 | Просечно становника по соби у приватним насељеним домаћинствима                                  | 1.02     |
| 163 | Појединачна домаћинства са подовима од различитих материјала од земље                            | 10074    |
| 164 | Појединачна домаћинства у приземљу                                                               | 394      |
| 165 | Појединачна домаћинства са једном спаваћом собом                                                 | 3787     |
| 166 | Појединачна домаћинства са две спаваће собе и више                                               | 6683     |
| 167 | Појединачна домаћинства са једним собом                                                          | 233      |
| 168 | Појединачна домаћинства са две собе                                                              | 1543     |
| 169 | Појединачна домаћинства са 3 собе и више                                                         | 8689     |
| 170 | Појединачна домаћинства која имају електрично светло                                             | 10408    |
| 171 | Појединачна домаћинства која немају електрично светло                                            | 72       |
| 172 | Појединачна домаћинства која имају водоводну воду у стамбеном простору                           | 10047    |
| 173 | Појединачна домаћинства која немају водоводну воду у стамбеном простору                          | 413      |
| 174 | Појединачна домаћинства која имају тоалет                                                        | 10397    |
| 175 | Појединачна домаћинства која имају канализацију                                                  | 10242    |
| 176 | Појединачна домаћинства која немају канализацију                                                 | 223      |
| 177 | Појединачна домаћинства која имају електрично светло, довод воде из јавне мреже и канализацију   | 9852     |
| 178 | Појединачна домаћинства без икаквих услова                                                       | 50       |
| 179 | Појединачна домаћинства која имају радио                                                         | 8366     |
| 180 | Појединачна домаћинства која имају телевизор                                                     | 10231    |
| 181 | Појединачна домаћинства која имају фрижидер                                                      | 10006    |
| 182 | Појединачна домаћинства која имају машину за веш                                                 | 7640     |
| 183 | Појединачна домаћинства која имају аутомобил или комби                                           | 6049     |
| 184 | Појединачна домаћинства која имају рачунар                                                       | 3826     |
| 185 | Појединачна домаћинства која имају фиксну телефонску линију                                      | 4249     |
| 186 | Појединачна домаћинства која имају мобилни телефон                                               | 8660     |
| 187 | Појединачна домаћинства која имају приступ интернету                                             | 2766     |
| 188 | Величина локације                                                                                | 9        |